# Бикел, Жаниу
Жаниу Бикел Фигейреду да Силва (порт. Janio Bikel Figueiredo da Silva; род. 28 июня 1995, Бисау) — бисау-гвинейский и португальский футболист, полузащитник клуба «Газиантеп» и сборной Гвинеи-Бисау.

## Клубная карьера
Бикел — воспитанник футбольной академии нидерландского клуба «Херенвен». 7 марта 2015 года в матче против «АДО Ден Хааг» он дебютировал в Эредивизи, заменив во втором тайме Симона Терна.
Летом того же года Жаниу перешёл в НЕК. 12 августа в матче против «Эксельсиора» он дебютировал за новую команду. 6 декабря в поединке против «Зволле» Бикел забил свой первый гол за НЕК.
14 июня 2018 года Бикел подписал контракт с болгарским клубом «ЦСКА София». 22 июля в матче против пловдивского «Локомотива» он дебютировал в чемпионате Болгарии.
28 февраля 2020 года Бикел перешёл в канадский «Ванкувер Уайткэпс», подписав контракт до конца сезона 2022 с опцией продления на сезон 2023. 7 марта в матче против «Лос-Анджелес Гэлакси» он дебютировал в MLS. 23 июня 2021 года в поединке против «Гэлакси» Жаниу забил свой первый гол за «Кэпс». 21 января 2022 года Бикел отправился в аренду в итальянский клуб «Виченца». 23 января в матче против «Читтаделла» он дебютировал в итальянской Серии B. По окончании сезона MLS 2022 «Ванкувер Уайткэпс» не стал продлевать контракт с Бикелом.
В начале 2023 года Бикел перешёл в российские «Химки». 3 марта в матче против воронежского «Факела» он дебютировал в чемпионате России. Летом того же года Бикел перешёл в турецкий «Газиантеп». 20 августа в матче против «Сивасспора» он дебютировал в турецкой Суперлиге.

## Международная карьера
В 2015 году в составе молодёжной сборной Португалии Бикел принял участие в молодёжном чемпионате мира в Новой Зеландии. На турнире он сыграл в матчах против команд Катара и Новой Зеландии.
23 марта 2022 года в товарищеском матче против сборной Экваториальной Гвинеи Бикел дебютировал за сборную Гвинеи-Бисау.
В 2024 году Бикел принял участие в Кубке Африки 2023 в Кот-д’Ивуаре. На турнире он сыграл в матчах против сборных Кот-д’Ивуара, сборных Нигерии и Экваториальной Гвинеи.